# Малајска кампања
Малајска кампања је вођена између Савезника и снага Осовине у Малаји (британска колонија на Малајском полуострву), од 8. децембра 1941. до 31. јануара 1942. током Другог светског рата. Доминирале су копнене борбе између јединица Британске империје и Царске јапанске армије, са мањим сукобима британског Комонвелта и Краљевских тајландских оружаних снага на почетку кампање . Јапанци су имали ваздушну и поморску надмоћ од почетка кампање. За британску, индијску, аустралијску и малајанску војску која је бранила колонију, кампања је била тотална катастрофа.
Операција је значајна због јапанске употребе бициклистичке пешадије, која је омогућавала војницима да преносе више опреме и брзо се крећу кроз густиш џунгле. Британски инжењери, са минама за рушење, уништили су преко стотину мостова током повлачења, али то није успело да успори Јапанце. До тренутка када су Јапанци заузели Сингапур, претрпели су 9.800 жртава; губици Савезника износили су 145.703, укључујући 130.000 заробљених.

## Позадина

### Јапански планови
До 1941. Јапанци су већ 4 године били у рату са Кином и зависили су од увоза сировина за војску, нарочито горива из САД. Током 1940. и 1941. САД, Велика Британија и Холандија увели су ембарго на увоз нафте и ратног материјала у Јапан, у жељи да помогну Кини и натерају Јапанце на повлачење из Кине. Уместо тога, Јапанска влада одлучила је да нападне америчке, британске и холандске поседе у југоисточној Азији.

### Британски планови
Британски планови за одбрану југоисточне Азије заснивали су се на три претпоставке:
1. стационирање јаких поморских снага у Сингапуру, имало је да оствари превласт на мору и одврати Јапанце од агресије, а у случају рата штити поморске путеве за Аустралију и Индију[12];
2. превласт на мору даће Британцима довољно времена за довлачење појачања из домовине;
3. помоћ америчке флоте на Филипинима била је близу.[13]

Јапански напад на Перл Харбор 8. децембра 1941. елиминисао је америчку флоту, а уништење британске флоте 10. децембра 1941. у бици код Куантана поништило је британску надмоћ на мору. Тако су све три британске претпоставке, после само 3 дана рата са Јапаном, буквално пале у воду, а савезничке колоније у југоисточној Азији остале су отворене за јапанску инвазију са мора.

### Супротстављене снаге
Током 1941. јапанска инвазиона војска окупила се у Француској Индокини (под влашћу Вишија, који се покорио Јапанцима). У тренутку напада, 8. децембра 1941, Јапанци су располагали са преко 200 тенкова и више од 500 модерних борбених авиона. Снаге британске империје имале су оклопна кола, Универзалне транспортере и само 23 застарела лака тенка Мк VI, који нису били наоружани за оклопно ратовање. Имали су око 250 авиона, већином застарелих, од којих је половина уништена у првим данима рата.

## Ратне операције

### Јапанска инвазија
Ради заузимања Малајског полуострва и Сингапура, Јапанци су већ првог дана рата (8. децембра) ангажовали 25. армију (Гардијска и 5. моторизована дивизија и 18. пешадијска дивизија) под командом генерала Томојуки Јамашите, 650 авиона и 19 транспортних и 13 великих ратних бродова у пратњи већег броја разарача, укупно око 125.000 војника. Северну Малају бранио је индијски 3. корпус (9. и 11. пешадијска дивизија и 28. самостална бригада), област Џохор (јужна Малаја) аустралијска 8. пешадијска дивизија, а Сингапур 4 бригаде (укупно око 88.600 војника). Све британске снаге у Малаји и Сингапуру биле су под командом генерала Артура Персивала. Поред тога Британци су имали око 130 авиона, а у луци Сингапур 14 ратних бродова.
Први ешелон 25. армије (5. моторизована и један пук 18. дивизије) пребачен је морем ноћу 7-8. децембра 1941. са острва Хај-Нан на источну обалу Малајског полуострва, и заузео је амфибијским десантом тајландске луке Сонгхла и Патани (уз симболичан отпор Тајланђана који је трајао око 8 часова) и Кота-Бару у Малаји, започевши напредовање низ источну обалу Малаје. Истовремено, у 4:00 јапански бомбардери напали су Сингапур и британске аеродроме, наневши тешке губитке британској авијацији на тлу.

### Британска флота
Истог дана поподне из Сингапура је испловила британска поморска ескадра З - бојни брод Принц од Велса, бојни крсташ Рипалс и 4 разарача, са задатком да у зору 10. децембра нападне јапанске транспортне бродове у луци Сонгхла и за неко време онемогући снабдевање јапанским инвазионим снагама. Јапанска авијација напала је британску ескадру 10. децембра у бици код Куанатана и потопила оба капитална брода; тиме је изгубљена главнина британске морнарице у овим водама и Јапанци су задобили апсолутну превласт на мору.

### Северна Малаја
Истовремено са ваздушним нападом, јапанске копнене снаге прешле су у напад на северну Малају: поред незнатне надмоћи у људству, Јапанци су имали предност у тенковима, ваздушној подршци, ратном искуству (4 године у Другом кинеско-јапанском рату) и познавању терена захваљујући сарадњи домородаца, док су се лаки тенкови и пешадија на бициклима брзо пробијали кроз џунглу домородачким стазама.
На граничним положајима, 11. индијска дивизија потучена је у бици код Џитре 11-13. у области Кедах и натерана на повлачење, изгубивши 3 пешадијска батаљона, након чега је генерал Персивал наредио повлачење преосталих британских авиона у Сингапур, оставивши преостале јединице и цивилно становништво изложене јапанскима ваздушним нападима. Острво Пенанг напуштено је 17. децембра, и до прве недеље јануара северни део Малаје био је освојен, а Тајланд је потписао савез са Јапаном. 11. индијска дивизија задржала је Јапанце од 30. децембра до 2. јануара у бици код Кампара, али је јапанска флота искрцала десант јужно од савезничких положаја и 11. индијска дивизија практично је уништена у бици на реци Слим (6-8. јануара 1942), изгубивши преко 3.000 заробљеника. 11. јануара Куала Лумпур је пао без борбе, и Јапанци су у лукама Куала Лумпур и Куантан искрцали остатак 25. армије (Гардијска моторизована и остатак 18. пешадијске дивизије).

### Јужна Малаја
До средине јануара 1942. Јапанци су стигли до јужне малајске државе Џахоре, где су се сукобили са 8. аустралијском дивизијом у бици на реци Муар: 14. јануара Јапанци су задржани на мосту код Гемаса, изгубивши око 600 људи и 9 тенкова, али су британски положаји обухваћени јапанским десантом са мора већ сутрадан и до 22. јануара савезници су разбијени: уништена је 45. индијска бригада и два аустралијска батаљона (око 3.000 људи), док су се преостале британске снаге 26-31. јануара у нереду повукле на острво Сингапур. Током борби у Малаји, које су трајале непуна 2 месеца, савезници су изгубили 50.000 војника (већином заробљених).

### Сингапур
Дана 31. јануара Британци су уништили превлаку која спаја острво Сингапур са Џохором  и са 3 пешадијске дивизије и 3 самосталне бригаде организовали одбрану острва Сингапур.
Јапанци су опсели острво са 3 дивизије (око 30.000 бораца) и једном лаком тенковском бригадом, уз апсолутну превласт у ваздуху и на мору, док је у Сингапуру било око 85.000 бранилаца, али смо једна комплетна дивизија, док су остатак чинили исцрпљени остаци поражених јединица, 15.000 административних службеника и неколико јединица неискусних регрута.
Једина стална утврђења налазила су се у луци, а масивни лучки топови нису могли да се окрену према копну, пошто је одбрана планирана са идејом да ће флота спречити прелазак непријатеља на острво. Пољска утврђења нису изграђена на време, пошто је генерал Персивал сматрао да "утврђивање лоше утиче на морал - и војника и цивилног становништва".
Када су је јапанске трупе 8/9. фебруара искрцале на северозападном делу острва, британске снаге су принуђне да се под борбом повуку у град Сингапур, где су у безизлазној ситуацији капитулирале 15. фебруара. Заробљено је око 80.000 бранилаца, док је око 5.000 погинуло.
У читавој малајској кампањи Британци су изгубили око 139.000 људи (чак 130.000 заробљеника), а Јапанци око 10.000.